# La Felguera
La Felguera est la plus grande paroisse de la municipalité de Langreo, dans les Asturies, en Espagne, et la plus grande localité aussi. La Felguera est la cinquième localité des Asturies avec une population de 21 000 habitants.
Les principaux sites de la ville sont l'église San Pedro, l'église Santa Lourdes, les anciens sites industriels, les maisons de la rue du Compte Sizzo[pas clair], l'ancien Collège Salle, la vdes Ingénieurs[Quoi ?], la statue de Pedro Duro, la galerie d'art Eduardo Úrculo et le marché.
Dans le passé c'était le centre sidérurgique le plus important du pays et aujourd'hui La Felguera abrite le Musée de la Sidérurgie et le pôle de technologies nouvelles, Valnalón.